# Bahnhofsviertel

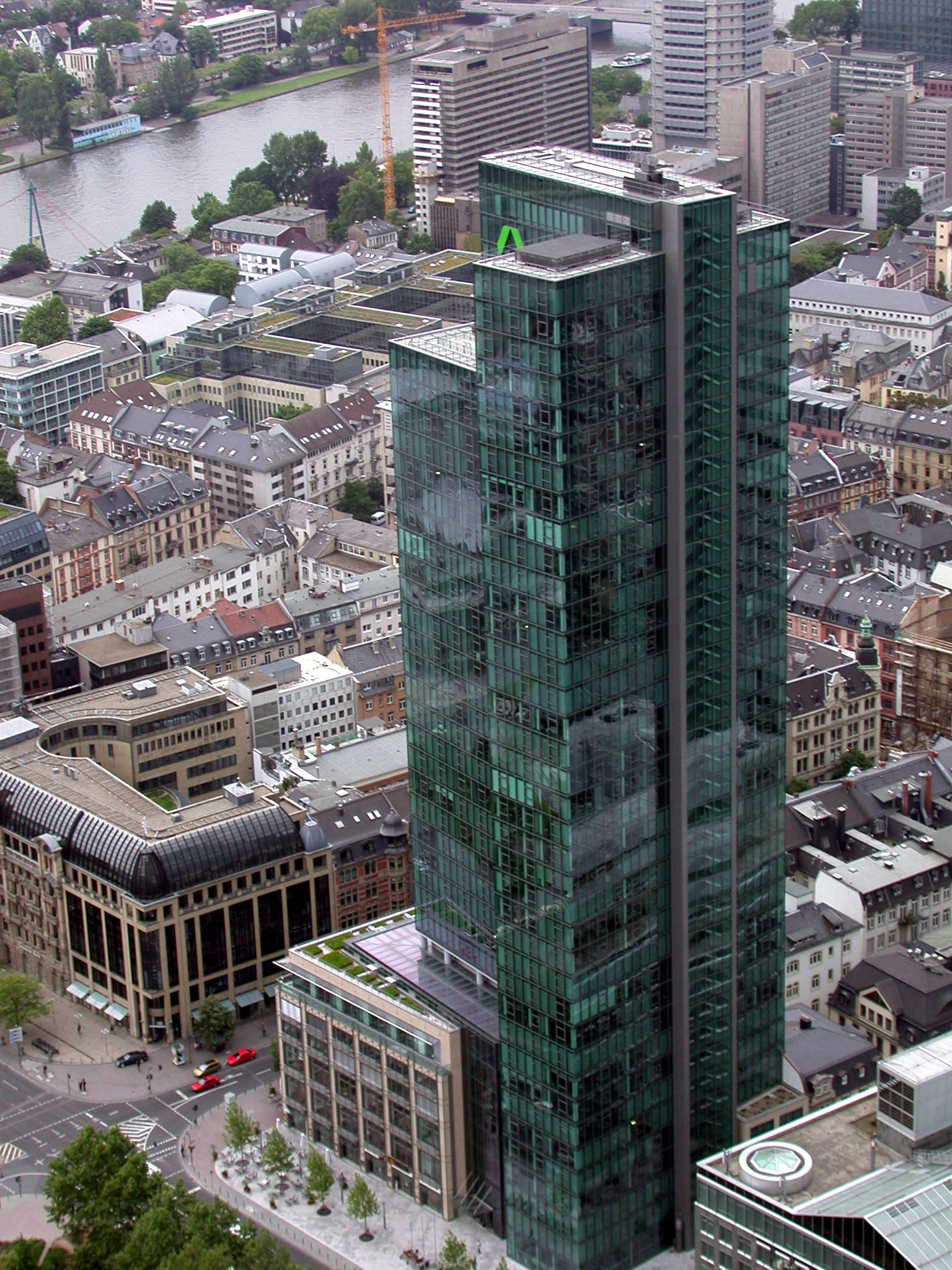
Bahnhofsviertel i fågelperspektiv

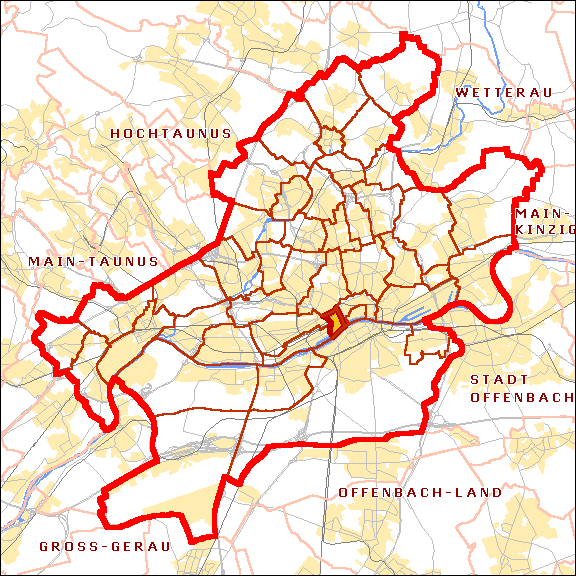
Karta med Bahnhofsviertel markerad

Bahnhofsviertel är en stadsdel i Frankfurt am Main. Den har namn efter Frankfurt Hauptbahnhof, omfattar 0,525 km² och har 2 505 invånare. Det är den näst minsta stadsdelen i Frankfurt, och gränsar i väster till Frankfurt-Gutleutviertel och Frankfurt-Gallusviertel, i norr till Frankfurt-Westend, i öster till Frankfurt-Innenstadt och i söder till floden Main. Stadsdelen ligger centralt i det inre stadsdistriktet.